# 월터 존슨
월터 페리 존슨(영어: Walter Perry Johnson, 1887년 11월 6일 ~ 1946년 12월 10일)은 전 미국 프로 야구 워싱턴 세너터스(현 미네소타 트윈스)선수이다.
‘바니’(Barney) 또는 ‘빅 트레인’(The Big Train)이라는 별명으로도 유명하며, 메이저 리그 역사상 최고 투수 중의 한 명이다. 21년간 워싱턴 세너터스 한 팀에서만 활동하면서 통산 417승을 거두었는데, 그중 110 완봉승은 메이저 리그 역사상 통산 최다 완봉승 기록이며 376선발승으로 현대 야구가 시작된 1900년 이후 데뷔한 투수 중 통산 최다 선발승 1위를 기록했다.

## 어린 시절
월터 존슨은 캔자스주 훔볼트 서쪽 농가에서 프랭크 존슨과 미니 존슨 부부의 여섯 자녀 중 둘째로 태어났다. 14살 생일이 지나고 얼마 되지 않은 1902년에 가족들은 캘리포니아주 오렌지 카운티로 이주했고, 올린다의 마을에 정착했다. 플러턴 고등학교 재학 당시 산타 아나 고등학교와의 경기에서 15회 동안 27개의 삼진을 잡기도 했다. 이후 아이다호로 가서 전화회사 직원과 아이다호주 리그의 투수라는 이중생활을 하게 된다. 한 스카우트의 눈에 띄어 1907년 19살의 나이로 워싱턴 세너터스와 입단 계약을 체결한다.

## 야구 선수 경력
존슨은 선수로 활약했던 당시에 특급 강속구 투수의 명성을 얻었는데, 당시 최고 타자 중의 한 명이었던 타이 콥은 신인 시절의 월터 존슨을 다음과 같이 회상했다.
| “ | 1907년 8월 2일, 야구를 하면서 가장 두려운 상황에 직면했지. 워싱턴과의 더블헤더 첫 경기에서 우리는 연신 입술만 적시고 있었어. 세너터스의 감독 조 캔틸론은 우리와 맞서기 위해 옥수수 농장에서 일하던 한 시골뜨기를 데려왔는데, 20살 남짓의 어수룩해 보이는 녀석이었지. 키는 엄청나게 컸고 팔도 무지막지하게 길었는데, 처음에는 사이드암으로 던지는 투구폼이 그다지 인상적이진 않았어... 우리팀 선수 중 하나가 소 울음소리를 흉내냈고, 우리는 캔틸론 감독에게 외쳤지. '조, 쇠스랑을 준비해야겠어, 자네 시골뜨기가 외양간에 가는 중 같은데.' ...타석에서 처음 만났을 때, 존슨이 편하게 와인드업을 하더군. 그리고 잠시 뒤 뭔가가 휙 지나갔는데, 두려울 정도였어. 그건 공포 그 자체였지... 우리 모두는 역대 최강의 어깨를 가진 투수를 만난거였구나 하고 깨닫게 됐지. | ” |
|   | — 타이 콥 , 자서전 |   |

당시 구속을 정확하게 측정할 기구가 없었지만, 1917년 코네티컷주 브릿지포트 군수품 연구소에서 존슨의 직구가 초당 134 피트, 약 시속 91.36 마일(시속 147.03 km)이라고 기록했는데, 존슨이 활약할 당시 스모키 조 우드 이외의 그 어떤 투수도 기록할 수 없는 구속이었다. 게다가 강속구 투수들이 오버핸드로 던지는 것에 반해, 몸을 한번 뒤로 틀었다가 옆으로 던지는 스리쿼터인 존슨의 투구폼은 우타자들을 곤혹스럽게 했는데 마치 공이 3루에서 오는 것처럼 느껴지게 했다.
한편, 1913년 29선발승으로 아메리칸 리그 MVP를 차지했으나 이 기록은 1968년 데니 맥클레인(31선발승)에 의해 깨졌다(내셔널리그 정규시즌 MVP 최다 선발승(27) - 1927년 대지 밴스 1939년 버키 월터스).

## 같이 보기
- 3000 탈삼진 클럽

## 참조
1. ↑  레전드 스토리 16 - '위대한 투수' 월터 존슨 《네이버스포츠》, 2007년 2월 1일, 김형준
2. ↑  장현구 (2020년 6월 11일). “MLB 26연패·NPB 18연패…프로야구 최다연패 35년 만에 깨질까”. 연합뉴스. 2021년 3월 7일에 확인함.
3. ↑  “[최종문의 펀펀야구] 역사상 가장 위대한 투수는?”. 매일신문. 2011년 12월 27일. 2020년 9월 8일에 확인함.
4. ↑  김형태 (2005년 3월 24일). “[타임머신]3월24일-대니 맥클레인”. 조이뉴스24. 2020년 9월 8일에 확인함.